# パンタドーム構法
パンタドーム構法（パンタドームこうほう）とは、川口衞が開発したドーム型建築物の建築方法である。パンタグラフの原理を使うのでパンタドーム構法という。

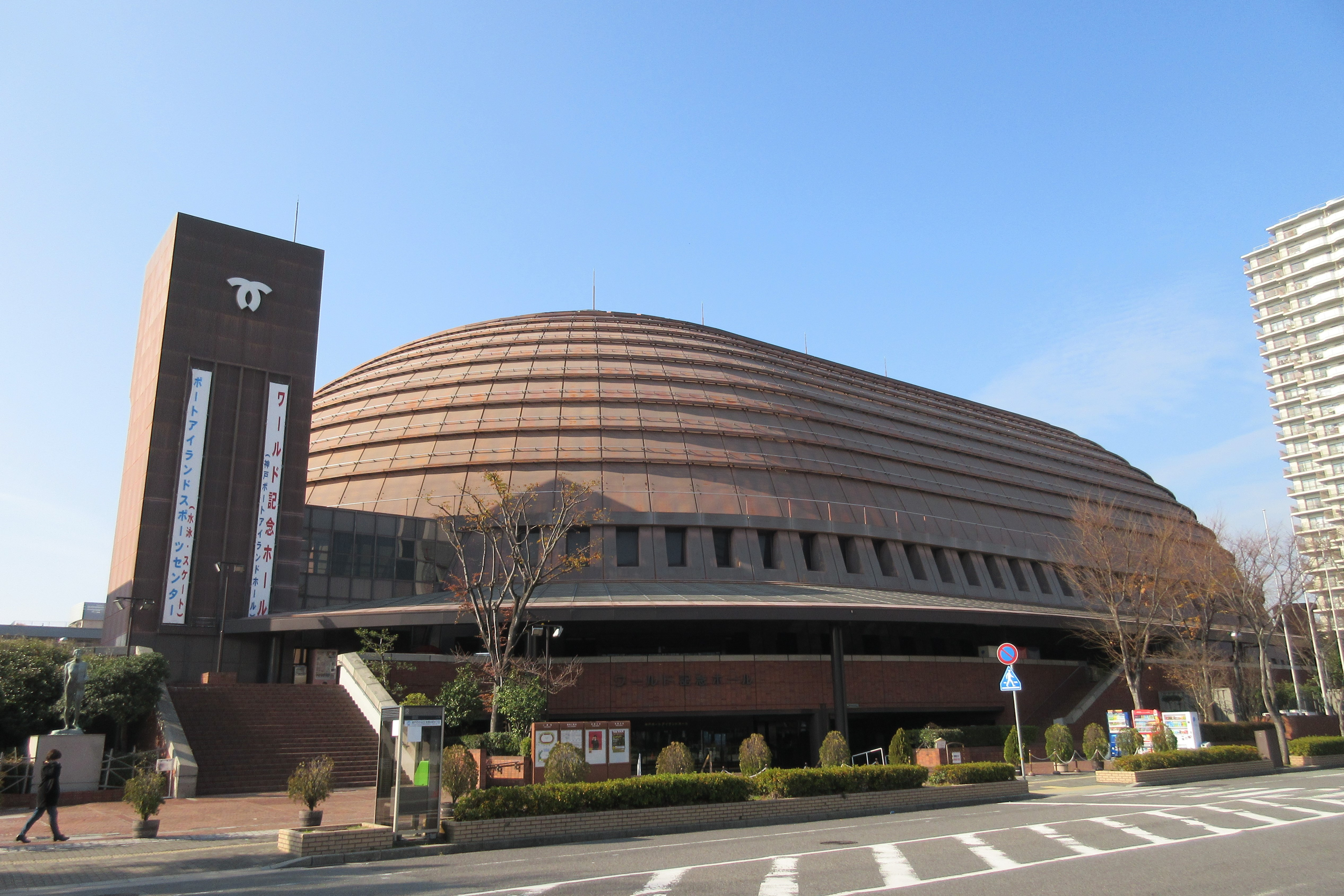
パンタドーム構法で建設されたワールド記念ホール

## 概要
ドーム型建築物の頂上部分を建築する際は高所で作業するため、非常に難しく危険である。そのため、このパンタドーム構法を使い、構造物をパンタグラフのように折りたたんだ状態でドームの頂上部を地上で建築し、最後に頂上部までジャッキでプッシュアップすることで、安全に作業でき、また工期も縮めることができる。
世界初の採用例はワールド記念ホール。

## 代表例
- ワールド記念ホール（1984年）
- 福井県産業振興施設（1993年）
- 大阪府立門真スポーツセンター（なみはやドーム、1995年）
- なら100年会館（1999年）